# Robert Heinz

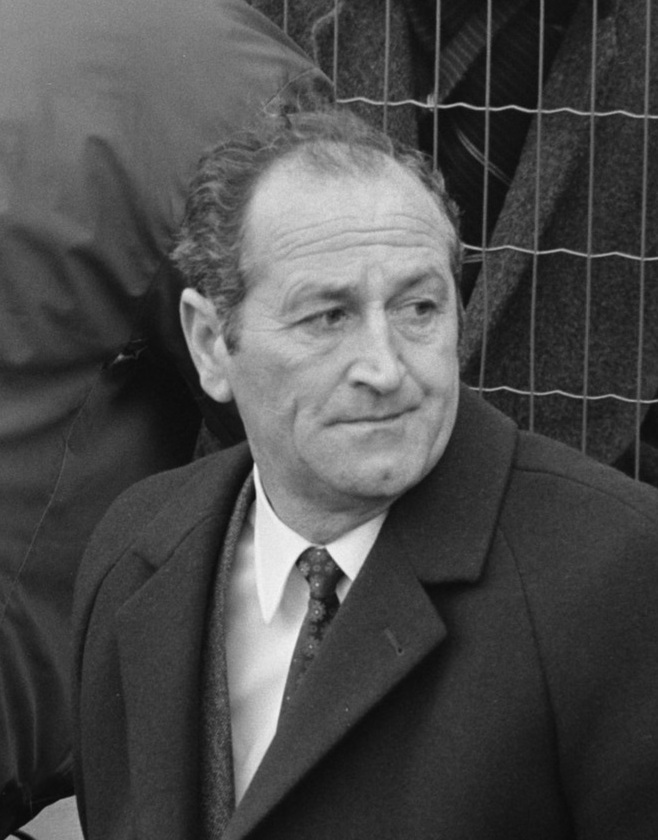
Robert Heinz (1970 als Trainer von AZ’67)

Robert Heinz (* 1918 oder um 1924; † 1972) war ein deutscher Fußballspieler und -trainer. Neun Jahre lang war er Auswahltrainer der luxemburgischen Nationalmannschaft, zwei Jahre betreute er den niederländischen Ehrendivisionär AZ’67.

## Leben und Karriere
Als Spieler war Heinz für einen Verein in Koblenz und in der Auswahl des Rheinlandes aktiv gewesen. Ein doppelter Beinbruch beendete die Karriere. Als Trainer war er beim Fußballverband Rheinland; von dort wurde er zum VfL Trier abgeordnet, den er aus der Amateurliga Rheinland in den (Halb-)Profifußball – die 2. Division Südwest – führte. In der Saison 1959/60 betreute er den Lokalrivalen Eintracht Trier.
Neun Jahre lang war Heinz anschließend beim Luxemburger Fußballverband tätig. Als Nationaltrainer betreute er die luxemburgische Auswahl bis 1969 in 64 Spielen, darunter die Qualifikation zur Europameisterschaft 1964, in der der „taktisch versierte[...] Trainer“ mit dem Außenseiter den Favoriten Niederlande ausschaltete; Hin- und Rückspiel wurden dabei in Amsterdam und Rotterdam ausgetragen, da die Luxemburger ihr Heimrecht verkauft hatten.
Im Juni 1969 unterzeichnete der Vater von drei Kindern einen zweijährigen Vertrag bei AZ’67 aus Alkmaar; der Aufsteiger hatte sich gerade vor dem Abstieg aus der ersten Liga gerettet. Zwar konnte Robert Heinz AZ’67 in der folgenden Saison auf Platz zwölf führen, doch die Saison 1970/71 verlief unglücklich; AZ’67 suchte bereits im Frühjahr 1971 einen Nachfolger für Heinz, der im April Alkmaar verließ. „Ich wurde hier kaputtgemacht,“ sagte er dem Alkmaarsche Courant. Cor van der Hart wurde schließlich sein Nachfolger.
Robert Heinz, der in kardiologischer Behandlung war, starb gut ein Jahr nach seiner Entlassung bei AZ’67.